# Spider-Man: creuant el Multivers
Spider-Man: creuant el Multivers (títol original, Spider-Man: Across the Spider-Verse) és una pel·lícula de superherois animada per ordinador amb el personatge de Marvel Comics Miles Morales/Spider-Man, produïda per Columbia Pictures i Sony Pictures Animation en associació amb Marvel Entertainment, i distribuïda per Sony Pictures Releasing. És una seqüela de Spider-Man: Un nou univers (2018) i està ambientada en un multivers anomenat "Spider-Verse". La pel·lícula és dirigida per Joaquim Dos Santos, Kemp Powers i Justin K. Thompson, a partir d'un guió escrit per Phil Lord, Christopher Miller i David Callaham. Shameik Moore dona la veu a Miles, protagonitzant al costat de Hailee Steinfeld, Jake Johnson, Issa Rae, Daniel Kaluuya, Jason Schwartzman, Brian Tyree Henry, Luna Lauren Vélez, Greta Lee, Rachel Dratch, Jorma Taccone, Shea Whigham i Oscar Isaac. S'ha doblat i subtitulat al català.

## Argument
Miles va a una aventura amb Gwen Stacy / Spider-Woman a través del multivers on coneix un nou equip de Spider-People conegut com a Spider-Society, dirigit per Miguel O' Hara / Spider-Man 2099, però entra en conflicte amb ells sobre la manera de manejar una nova amenaça.

## Repartiment
- Shameik Moore com Miles Morales / Spider-Man: Un grafiter adolescent intel·ligent i rebel d'ascendència afroamericana i porto-riquenya que es va convertir en el Spider-Man de la Terra-1610 després de la mort de Peter Parker de la seva realitat.
- Hailee Steinfeld com a Gwen Stacy / Spider-Woman: Una versió de Gwen Stacy que és la dona aranya de la Terra-65 i la bateria d'una banda de rock, així com l'interès amorós de Miles.
- Brian Tyree Henry com a Jefferson Morales: el pare afroamericà de Miles i un oficial de policia que originalment desaprovava les accions de vigilante d'Spider-Man, però ara veu Spider-Man com un heroi.
- Luna Lauren Vélez com a Rio Morales: la mare porto-riquenya de Miles, una infermera.
- Jake Johnson com a Peter B. Parker / Spider-Man: Un homòleg de la Terra-616 més gran i desordenat del Peter Parker originari de la dimensió de Miles, que va ser un mentor reticent de Miles. Parker ara té una filla anomenada Mayday amb Mary Jane Watson, amb qui va tornar a connectar al final de Spider-Man: Unn nou univers (2018).
- Jason Schwartzman com el Dr. Jonathan Ohnn / Taca: Un antic científic d'Alchemax, convertit en supervillà després d'un accident, el cos del qual ara està cobert per portals interdimensionals que li permeten viatjar per l'espai i diferents universos.
- Issa Rae com Jessica Drew / Spider-Woman: Una Spider-Woman afroamericana embarassada d'un univers alternatiu que és membre de la Spider-Society i va en motocicleta. A diferència de la majoria de Spider-People, Drew no manté una identitat secreta.
- Karan Soni com a Pavitr Prabhakar / Spider-Man Indi: Una versió índia de Spider-Man d'un univers alternatiu, habitant a Mumbattan (un conjunt de Bombai i Manhattan) que va obtenir els seus poders mitjançant la màgia en comptes d'una mossegada d'aranya.
- Daniel Kaluuya com Hobart "Hobie" Brown / Spider-Punk: Una versió de punk rock britànic negre de Spider-Man d'un univers alternatiu que està governat per un règim totalitari i utilitza la seva guitarra com a arma principal.
- Oscar Isaac com a Miguel O'Hara / Spider-Man 2099: Un musculós "vampir ninja" Spider-Man d'ascendència irlandesa i mexicana d'un univers alternatiu ambientat l'any 2099, que és el líder de la Spider-Society.
- Shea Whigham com a George Stacy: el pare de Gwen, un capità de policia que persegueix Spider-Woman a la Terra-65.
- Greta Lee com a Lyla: l'assistent d'IA de Miguel i la Spider Society.
- Mahershala Ali com Aaron Davis: l'oncle difunt de Miles. Ali també interpreta una versió alternativa encara viva de Davis de Earth-42.
- Andy Samberg com Ben Reilly / Scarlet Spider: un clon genètic de Peter Parker d'un univers alternatiu i membre de la Spider-Society de Miguel.
- Jharrel Jerome com Miles G. Morales / Prowler: The Miles Morales de Terra-42, que s'ha convertit en una vida de crim amb el seu oncle Aaron.
- Amandla Stenberg com a Margo Kess / Spider-Byte: Una Spider-Woman d'una realitat virtual.
- Jack Quaid com el Peter Parker de l'univers de Gwen que va morir després de transformar-se en el Llangardaix.
- Rachel Dratch com a Sra Weber: una consellera a l'escola de Miles.
- Ziggy Marley com a Lenny: propietari d'una botiga jamaicana.
- Jorma Taccone com a Vulture.

## Desenvolupament
Sony va començar a desenvolupar una seqüela d'Un nou univers abans de l'estrena d'aquesta pel·lícula el 2018, amb l'equip d'escriptura i direcció adjunt. Es va centrar en la relació entre Miles i Gwen Stacy. La pel·lícula es va anunciar oficialment el novembre de 2019 i el treball d'animació va començar el juny de 2020, amb un estil visual diferent per a cadascun dels universos visitats pels personatges.
Es va estrenar el 2 de juny de 2023, endarrerida des d'una data inicial d'abril de 2022 a causa de la pandèmia de COVID-19. S'ha anunciat la producció d'una tercera pel·lícula, Spider-Man: Beyond the Spider-Verse, a més hi ha en desenvolupament una pel·lícula derivada centrada en personatges femenins.